# Marcos Morínigo
Marcos Antonio Morínigo Fleytas (Quyquyhó, 8 ottobre 1848 – Asunción, 13 luglio 1901) è stato un politico conservatore paraguaiano.

Stemma del Paraguay

Fu presidente del Paraguay dal 9 giugno al 25 novembre 1894, in seguito alla deposizione del presidente Juan Gualberto González.
Morínigo partecipò nel 1887 alla fondazione dell'ANR-Partido Colorado e nel 1890 fu eletto vicepresidente insieme al presidente González.
Il 9 giugno 1894, dopo il golpe del generale Juan Bautista Egusquiza e la destituzione di González, Morínigo assunse la presidenza della Repubblica fino al termine legale della legislatura (25 novembre 1894).
Nel 1895 fu eletto senatore.